# Bivacco Corrado Alberico - Luigi Borgna
Il bivacco Corrado Alberico - Luigi Borgna (3.674 m s.l.m. - detto anche bivacco à la Fourche o Bivouac de la Fourche) era un bivacco situato nel massiccio del Monte Bianco nei pressi della frontiera tra l'Italia e la Francia.

## Storia
Fu costruito nel 1935 ed interamente rifatto nel 1985. Lavori di manutenzione nel 2008 e nel 2014. Ricorda i due alpinisti torinesi Corrado Alberico e Luigi Borgna uccisi da una valanga nel 1934.
Nel 1940 gli alpini di Aosta occuparono il bivacco e lo utilizzarono come avamposto per controllare i movimenti francesi.
Gli alpinisti della cordata francese guidata da Pierre Mazeaud e quella italiana guidata da Walter Bonatti, Andrea Oggioni e Roberto Gallieni si incontrarono la sera del 9 luglio 1961 in questo bivacco - (ovviamente allora diverso, prima della ristrutturazione del 1985) - per effettuare insieme il tentativo di scalata del Pilone centrale del Freney, cima all'epoca inviolata. Bloccati dal maltempo tentarono la discesa Antoine Vieille, Robert Guillaume, Pierre Kohlmann e Andrea Oggioni.
Mentre solo Roberto Gallieni e Bonatti riuscirono a salvarsi. A dare l'allarme furono Gigi Panei e Alberto Tassotti che non avendo notizie di Bonatti si recarono al bivacco della Fourche. Alla lettura del libro-diario del rifugio videro il percorso studiato e scelto dalla cordata franco-italiana.
La linea di rifornimento da Entrèves passava per il Bivacco della Brenva e saliva fino alla Fourche.
In data 26 agosto 2022, una frana ha coinvolto la struttura rendendola totalmente inagibile. Un sorvolo di un elicottero privato aveva allertato i soccorsi dell'avvenimento. Successivamente un sorvolo dell'area da parte del Soccorso Alpino Valdostano ha confermato il crollo e la distruzione della struttura, fortunatamente escludendo il coinvolgimento di persone.

## Caratteristiche ed informazioni
Il bivacco era costruito nei pressi del  colle della Fourche, colle situato sul confine italo-francese tra la Tour Ronde ed il monte Maudit.

## Accessi
Si poteva raggiungere il bivacco in 2 - 3 h partendo da punta Helbronner. Di qui si percorre il ghiacciaio del Gigante attraverso il col des Flambeau. Si passa sotto la parete Nord della Tour Ronde e all'ingresso nel Cirque Maudit si sale su pendio ripido al colle della Fourche.

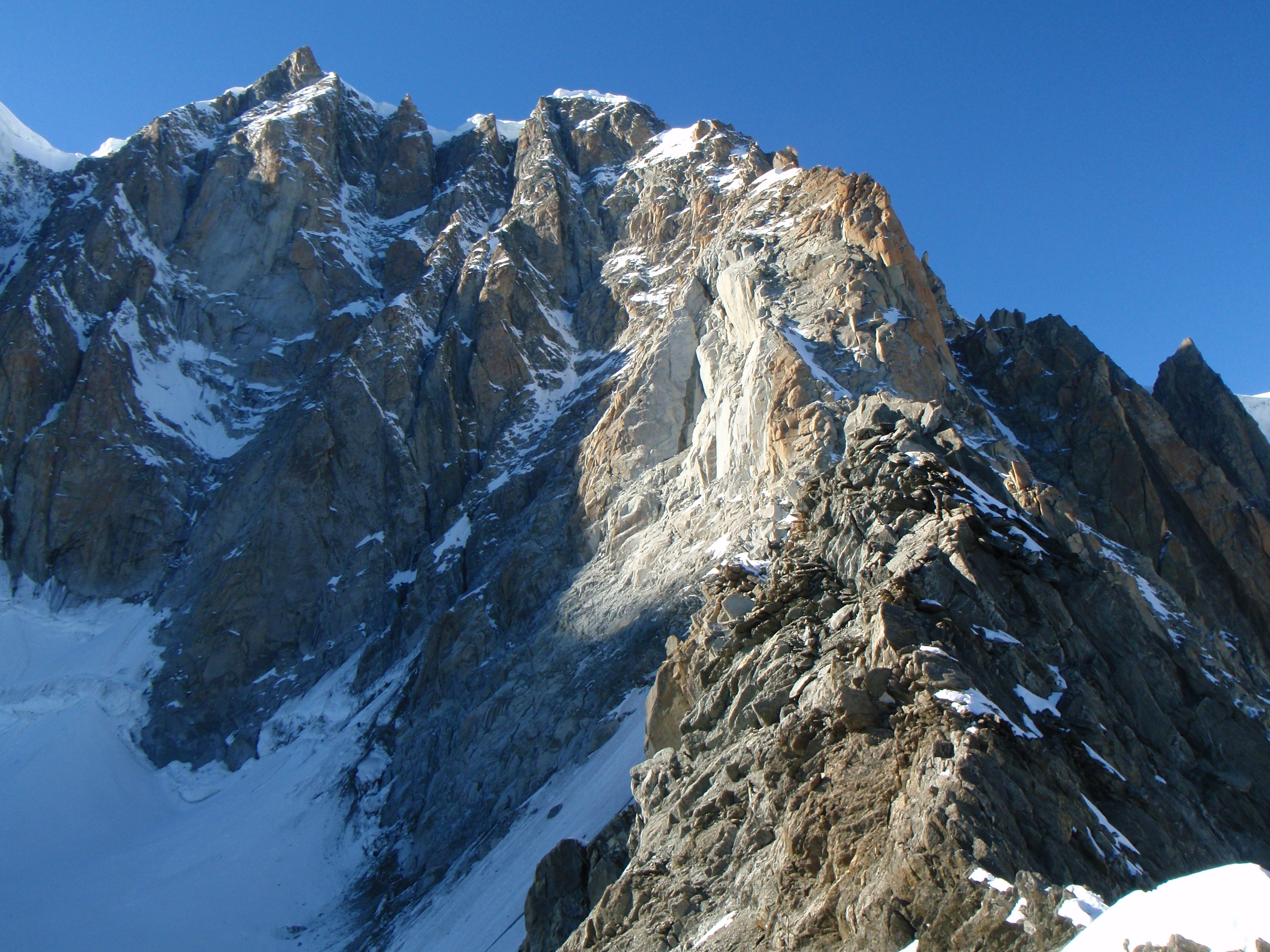
Il Mont Maudit visto dal Bivacco Alberico-Borgna

## Ascensioni
- Monte Bianco - 4.810  m - Il bivacco è il punto di partenza per le ascensioni dalla parete della Brenva.
- Aiguille Blanche de Peuterey - 4.112 m - Il bivacco è il punto di partenza per le ascensioni sulla parete nord di questa montagna.
- Grand Pilier d'Angle - 4234  m - Il bivacco è il punto di partenza per le vie sulle pareti Est e Nord.
- Monte Maudit - 4468 m - Il bivacco è il punto di partenza per l'ascensione a questa montagna tramite la cresta Kuffner.